# Phaner
Sous-famille
Genre
Statut CITES
Phaner est le seul genre de la sous-famille des Phanerinae. Il comprend quatre espèces, toutes classées « En danger d'extinction » (EN) par l'UICN.

## Liste des espèces
- Phaner à fourche - Lémurien à fourche oriental
- Phaner electromontis - Lémurien à fourche de la montagne d'ambre
- Phaner pallescens - Lémurien à fourche occidental, Phaner pâle
- Phaner parienti - Lémurien à fourche de Pariente

### Sous-famillePhanerinae
- (fr + en) ITIS : Phanerinae  Rumpler, 1974

### GenrePhaner
- (en) Mammal Species of the World (3e  éd., 2005) :  Phaner
- (en) Catalogue of Life : Phaner Gray, 1870 (consulté le 30 mars 2023)
- (fr + en) ITIS : Phaner  Gray, 1870
- (en) Animal Diversity Web : Phaner
- (en) NCBI : Phaner (taxons inclus)
- (en) UICN : taxon Phaner  (consulté le 8 janvier 2023)
- (fr + en) CITES : genre Phaner  (sur le site de l’UNEP-WCMC)